# Ла-Бока
Ла-Бо́ка (исп. La Boca — устье) — район города Буэнос-Айрес, столицы Аргентины. Расположен на юго-восточной окраине города. Своим названием обязан устью реки Матанса-Риачуэло, впадающей здесь в Ла-Плату.
Ла-Бока находится между улицами Рехименто де Патрисьос, Мартин Гарсия, Пасео Колон, Бразилии, Дарсена-Сур и рекой Риачуэло. Граничит с районами Барракас на западе, Сан-Тельмо на северо-западе и Пуэрто-Мадеро на северо-востоке, городами Док-Суд и Авельянеда на юге.

## История

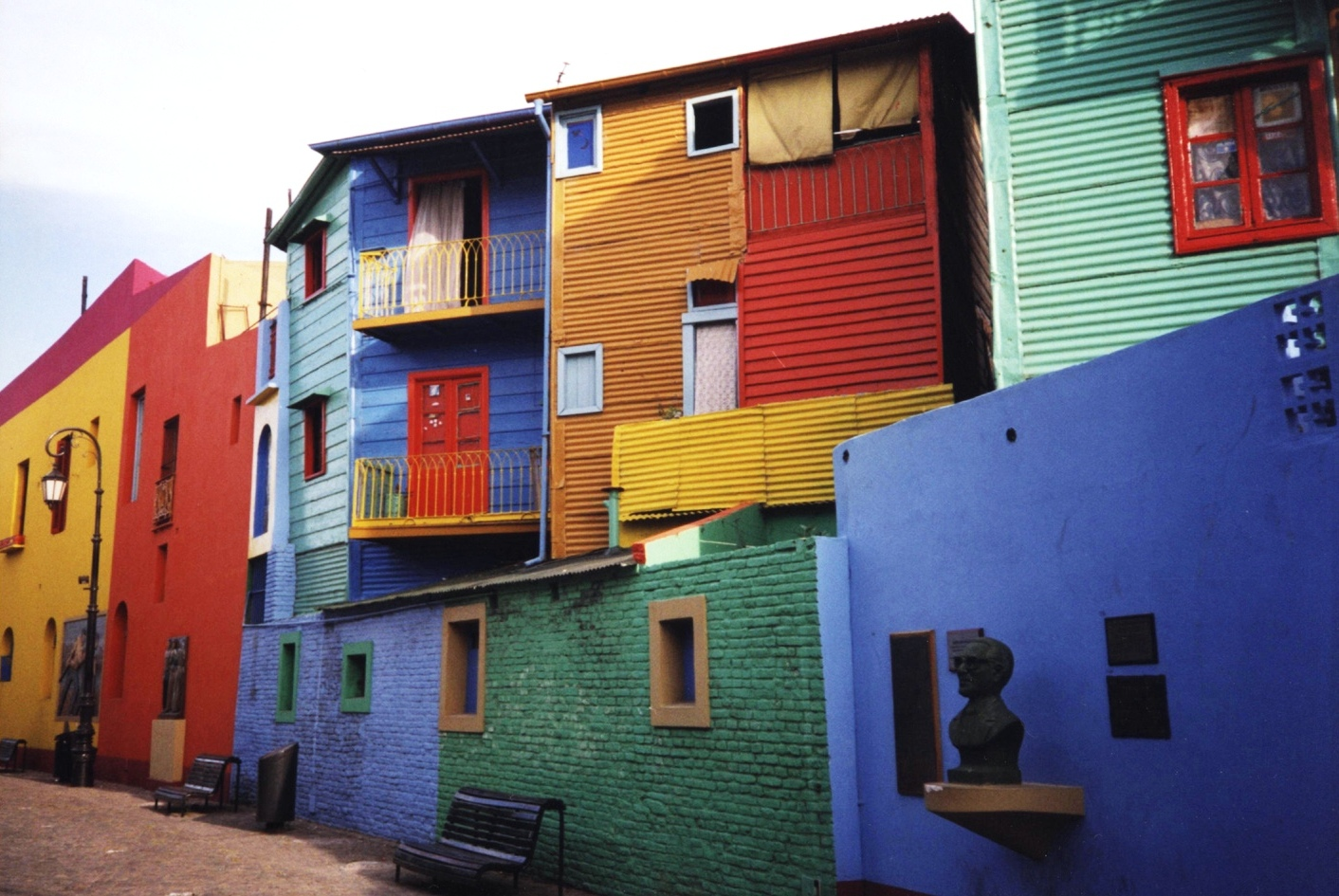
Разноцветные дома Ла-Боки

Местность, где сейчас находится район Ла-Бока, было именно тем местом, где Педро де Мендоса заложил город Буэнос-Айрес в 1536 году. Во времена испанской колонии Ла-Бока была зоной, где располагались бараки для чернокожих рабов. После обретения независимости здесь были построены солильни и дубильни.
В Ла-Боке находился первый порт Буэнос-Айреса, который впоследствии был перенесен севернее. В конце XIX в. район у порта стали активно заселять иммигранты из Италии, преимущественно из Генуи, которые придали ему современный вид. Мигранты красили свои дома разными красками, ибо часто не хватало одного цвета на весь дом. Впоследствии разноцветность Ла-Боки превратилась в традицию, краски стали более яркими и разнообразными. Значительный вклад в сохранение и развитие этой традиции приписывают художнику Бенито Кинкелю.
Типовые дома Ла-Боки строились из жестяных листов, часто на высоких сваях, чтобы избежать подтоплений, частых в этих местах.
Уже в 1870 году Ла-Бока имела характерный вид, а в 1895 году стала вторым по величине районом столицы. 3 апреля 1905 из итальянских мигрантов Ла-Бока была образована футбольная команда «Бока Хуниорс», которая сейчас является одной из самых популярных в Аргентине. Стадион этой команды также находится вблизи Ла-Боки.
Кроме порта и футбола Ла-Бока известна своими художниками. Прежде всего, это Бенито Кинкель Мартин, который в своих работах изображал повседневную жизнь порта и жителей района в неоимпрессионистичной манере. Музей Фонд Проа содержит множество произведений латиноамериканских художников XX века.
В 1882 году после рабочего конфликта и забастовки группа генуэзских мигрантов решила провозгласить независимость Ла-Боки от Аргентины. Предупредили об этом короля Италии и создали флаг независимой республики Ла-Бока. Впоследствии Хулио Рока разрешил конфликт, и республика прекратила своё существование. Впоследствии новые попытки восстановления независимости Ла-Бока имели место в 1907, 1923 и 1986 годах.
В 1884 году из-за частых пожаров в Ла-Боке была создана первая в стране добровольная дружина пожарных.
Также Ла-Бока известна своими карнавалами и маскарадами.

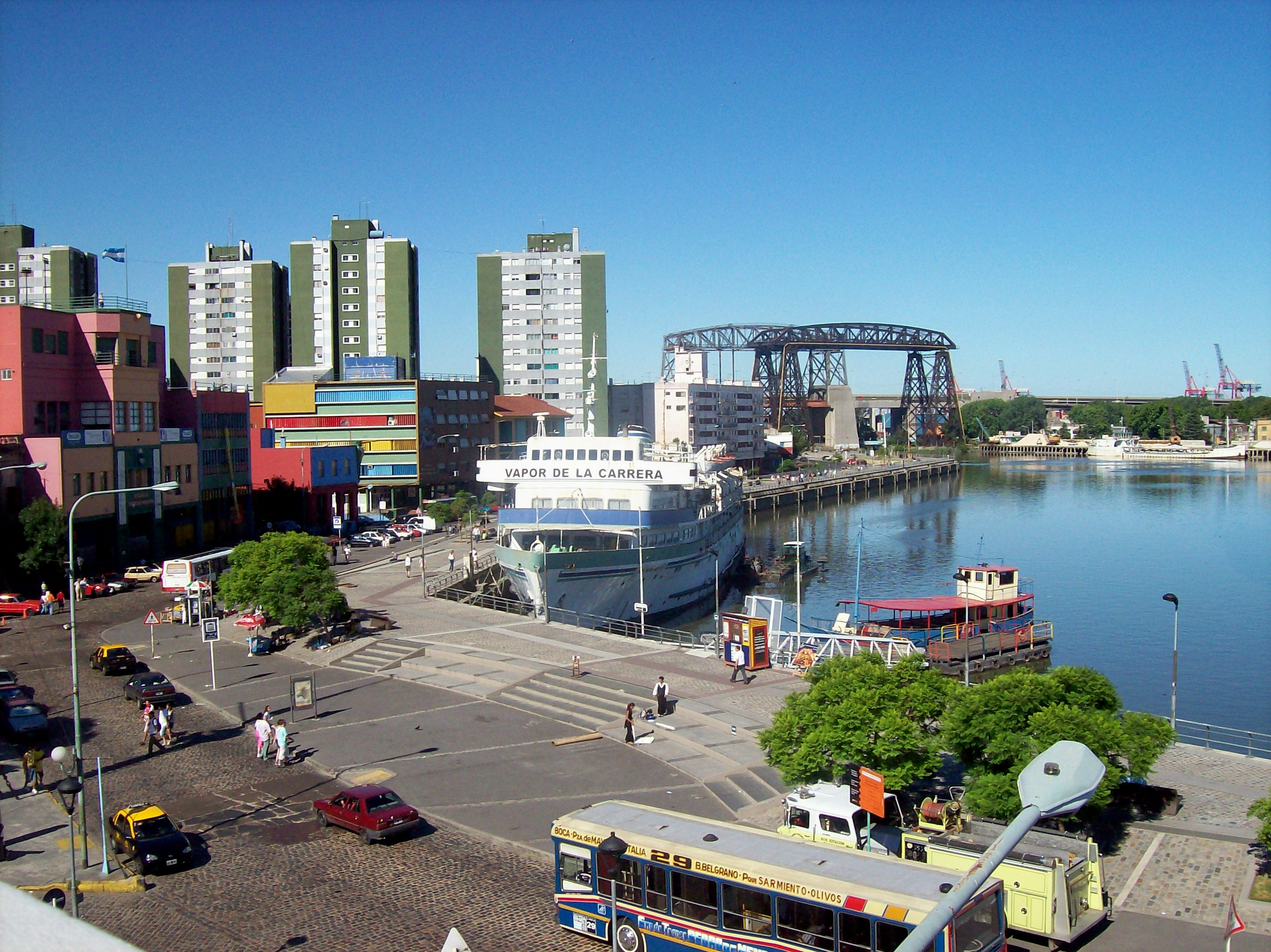
Порт Ла-Боки
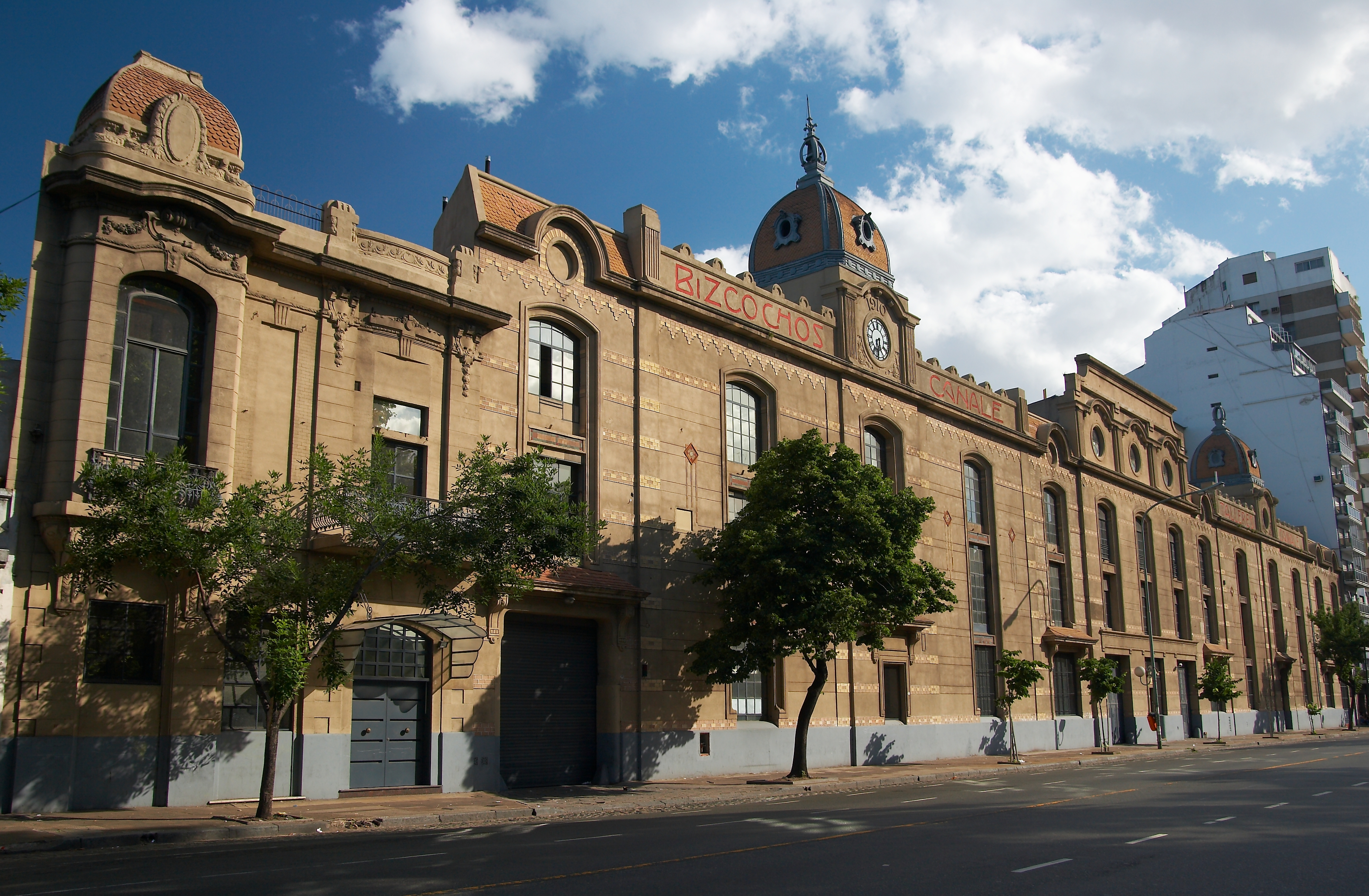
Улица Мартина Гарсии
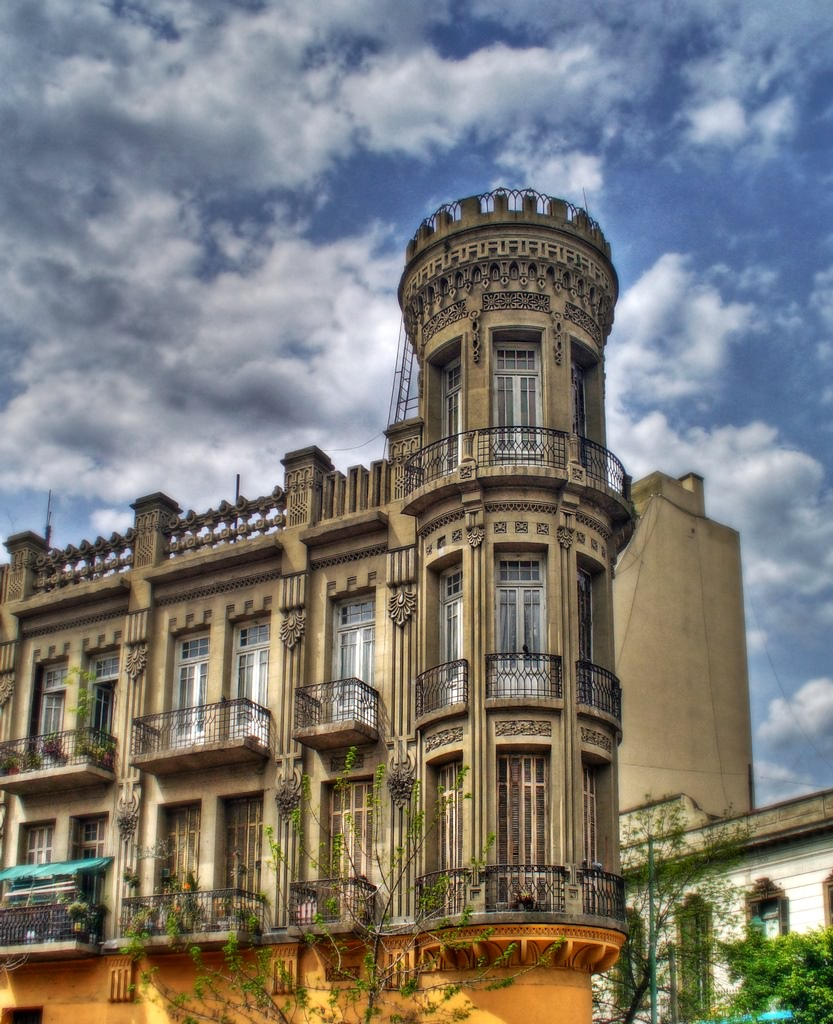
Улица Адмирала Брауна
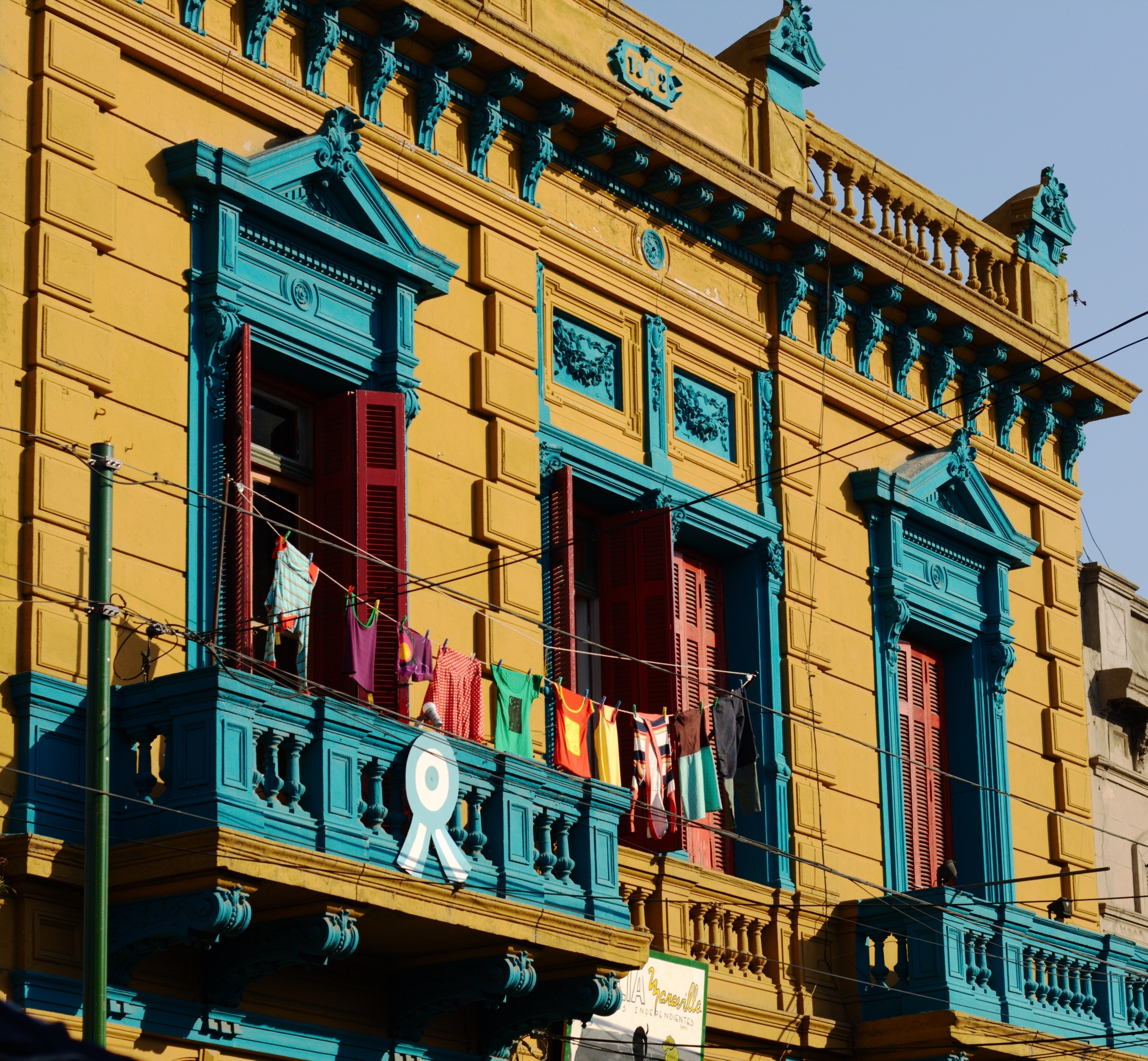
Балкон на ул. Каминито